# Acredita
Acredita é uma média-metragem de ficção de 2011, do realizador Carlos Alberto M.D. Gomes.

## Elenco
- Eduardo: Salvador Nery
- Psicóloga: Anna Carvalho
- Dora: Ana Lopes
- Doutora Yordanova: Yordanka Yordanova
- Dono da Loja: Joaquim Guerreiro
- Míuda Refém: Marta Taborda
- Dread: Carlos Balegas
- Inspector: Tui Galvão
- Segurança: João Pinho
- Menina: Joana Pinho

## Festivais
- Festival Portugal Fantástico  2013(Portugal)
- Festival Caminhos do Cinema Português (Ensaios Visuais) - Coimbra 2011(Portugal)